# Cap Cabot

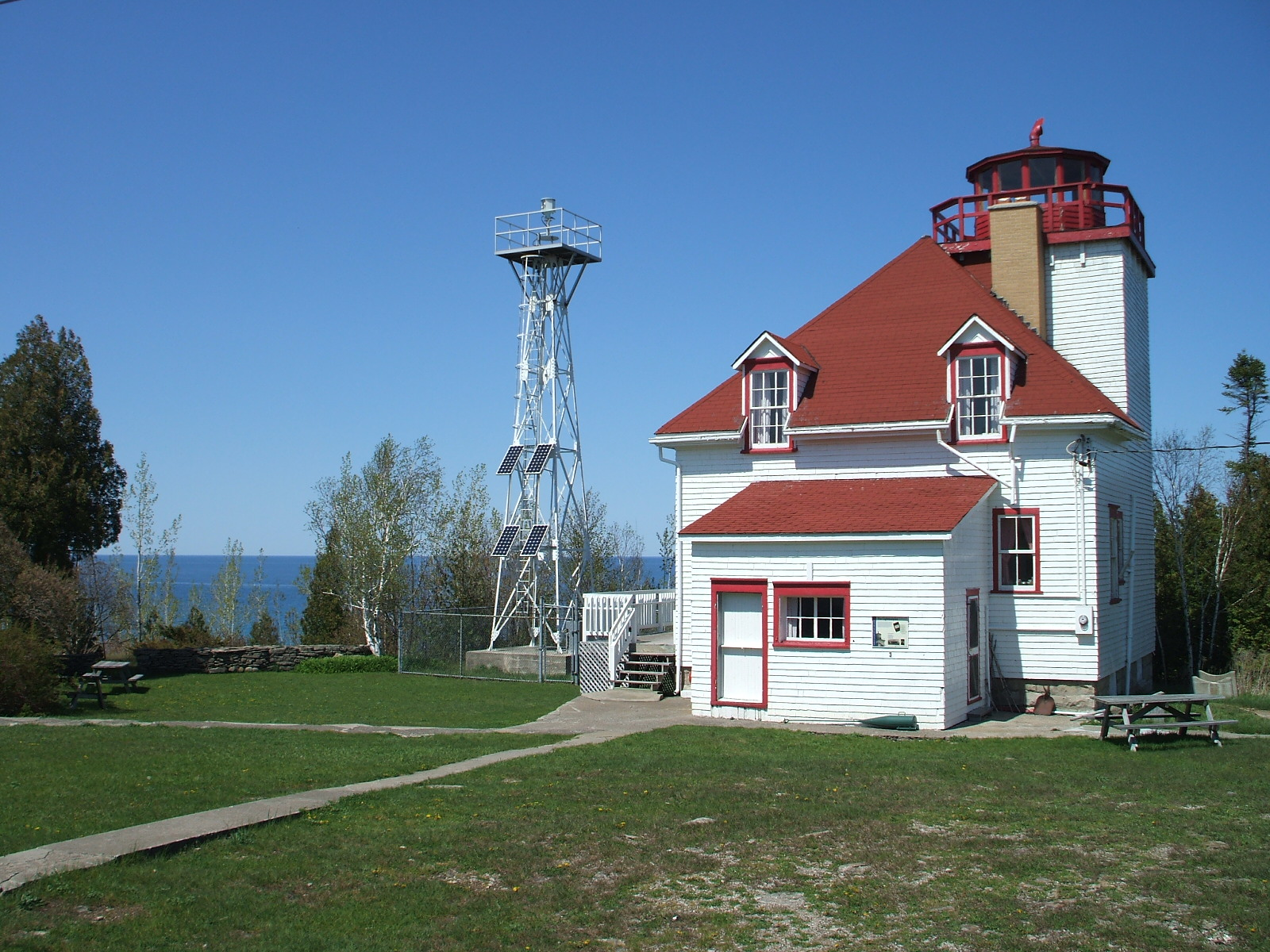
Far del Cap Cabot

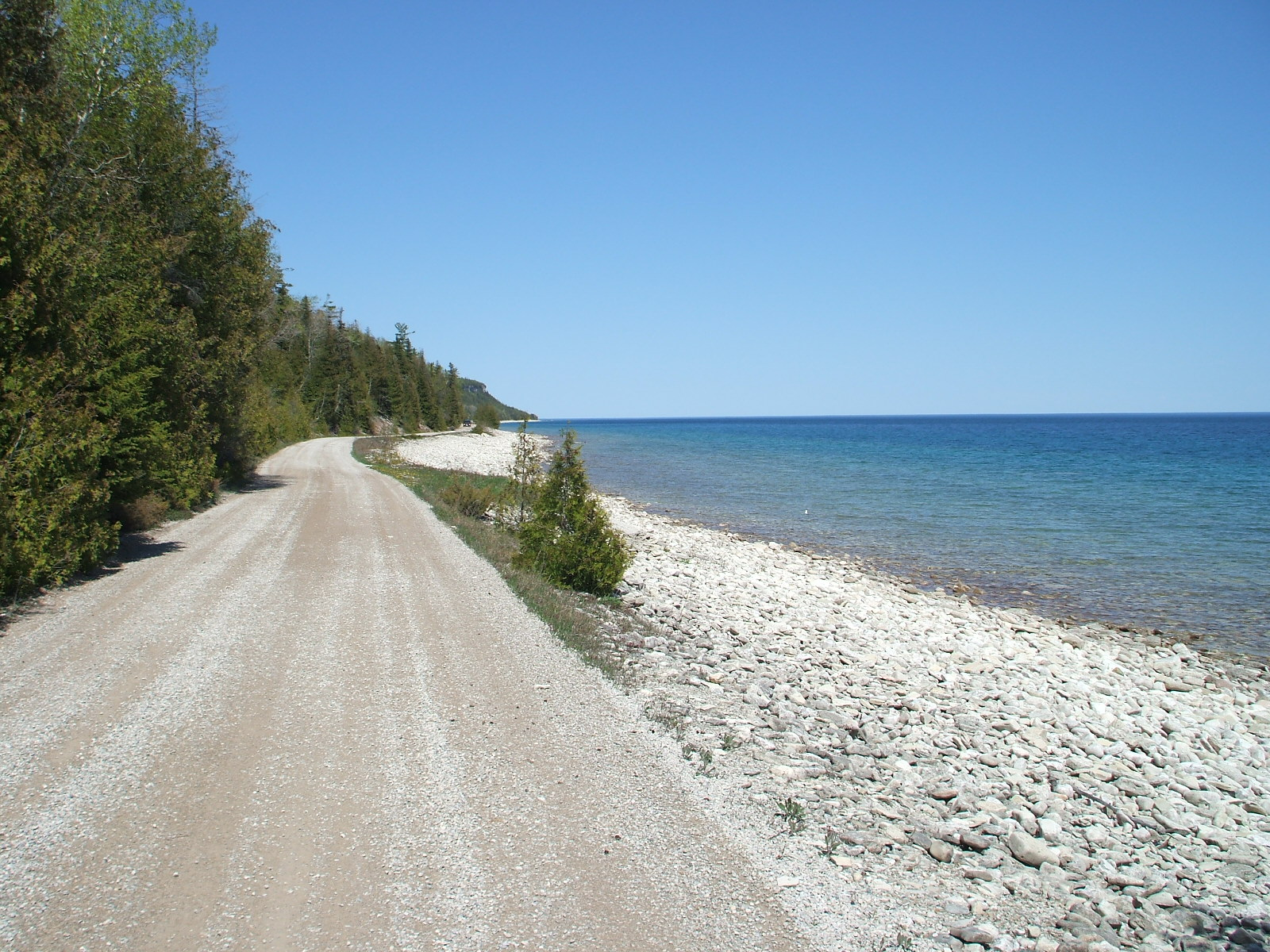
Badia de Geòrgia des del Cap Cabot

El Cap Cabot és un cap que dona al Llac Huró, a la península de Bruce, a Ontario, al Canadà.
Està a prop de Toronto i de la frontera amb els EUA (amb Michigan, concretament). El nom és en honor de l'explorador John Cabot, que mai, però, explorà aquest lloc.